# アトレティコ・グラウ
クルブ・アトレティコ・グラウ（スペイン語: Club Atlético Grau）は、ペルーのピウラに本拠地を置くサッカークラブである。

## 概要
2019年に初のメジャータイトルとなるコパ・ビセンテナリオ初優勝を果たした。

## 獲得タイトル

### 国内タイトル
- コパ・ビセンテナリオ:1回
  - 2019

- スーペルコパ・ペルアーナ:1回
  - 2020